# Phyllocarida
Die Phyllocarida (deutsch auch Phyllocariden) sind eine Unterklasse der Höheren Krebse (Malacostraca). Einzige rezente Ordnung sind die Leptostraca. Diese sind kleine Krebse mit maximal wenigen Zentimetern Körperlänge, sie leben fast weltweit in marinen Habitaten, meist in flachen Küstengewässern. Zahlreiche erheblich größere Vertreter sind schon im Paläozoikum ausgestorben und nur als Fossilien bekannt. In den deutschen Küstengewässern lebt nur eine Art, Nebalia bipes.

## Beschreibung
Der Rumpfabschnitt der Phyllocariden ist seitwärts (lateral) abgeflacht und in einen großen, zweiklappigen Carapax eingeschlossen, der auch den Kopf bis in Höhe der Maxillen und das Vorderende des Hinterleibs bedeckt. Dieser kann durch einen kräftigen Muskel verschlossen werden; eine Verbindung mit zwei gelenkig miteinander verbundenen Klappen kam aber nur bei fossilen Vertretern vor. Am Vorderende des Carapax sitzt im Regelfall ein, gelenkig abgesetztes und (passiv) bewegliches Rostrum mit einem ventralen Dorn. Am Kopf sitzen die für die Krebstiere charakteristischen beiden Antennenpaare. Die ersten Antennen (oder Antennulae) besitzt zwei ungleiche Äste (Rami), der innere Ast ist als fadenförmige Antennengeißel ausgebildet, der äußere zu einer Schuppe reduziert. Bei den rezenten Leptostraca sitzen diese auf einem viergliedrigen Basisabschnitt (Pedunculus). Die zweiten Antennen (Antennae) sind einästig (uniram). Von den Mundwerkzeugen sind die Mandibeln oft zu einem Basisabschnitt ohne Zähne (Molarregion) reduziert, sie besitzen immer einen prominenten, zwischen den Arten vielgestaltigen Taster (Mandibularpalpus). Die Maxillenpaare sind je nach Gattung vielgestaltig abgewandelt. Die Komplexaugen sind wenn vorhanden lang beweglich gestielt, einige Gattungen sind augenlos.
Der Rumpfabschnitt trägt acht Paare Rumpfbeine oder Thorakopoden, die in charakteristischer Weise zu Blattbeinen (Phyllopoden) umgebildet sind. Sie ähneln in der Gestalt den Blattbeinen der Blattfußkrebse, beide Gruppen sind aber (anders als früher gedacht), nicht näher miteinander verwandt, die Umbildung erfolgte wohl konvergent. Bei den meisten Gattungen sind diese vollständig im Carapax verborgen und bei Ansicht von der Seite nicht sichtbar. Maxillipeden (umgewandelte und an den Kopf angeschlossene, spezialisierte Rumpfbeinpaare), die typisch für die „höheren“ Malacostraca sind, kommen bei ihnen nicht vor. Die Rumpfbeine haben keinerlei Funktion bei der Fortbewegung und dienen alle der Nahrungsaufnahme. Am Hinterleib sitzen sechs Paare Pleopoden, deren vordere vier Paare als zweiästige Spaltbeine zum Schwimmen eingesetzt werden. Die hinteren beiden Paare sind stark reduziert und immer einästig. Der hinterste Körperabschnitt, oft als Telson bezeichnet, besitzt einen endständigen After und beiderseits je ein Paar breitovale, paddelartige Rami (bei Interpretation des Abschnitts als ein Telson oft als Furca bezeichnet). Bei den ausgestorbenen Archaeostraca und Hoplostraca waren Telson und Rami zu langen stachelartigen Styli verlängert.

## Vorkommen und Lebensweise
Die einzig überlebenden Phyllocarida der Leptostraca kommen in allen Weltmeeren vor, wobei einige Arten weiter verbreitet sind. So sind Nebalia und Nebaliopsis Kosmopoliten, während etwa Dahlella caldariensis (Familie Nebaliidae) nur in untermeerischen hydrothermalen Quellen der Galápagosinseln vorkommt,
und Speonebalia cannoni (Familie Nebaliidae) nur in anchialinen Meeresgrotten der Turks- und Caicosinseln.
Mit Ausnahme der pelagischen Art Nebaliopsis typica sind Phyllocariden benthische Organismen, die schlammige Böden mit einem niedrigen Sauerstoffgehalt bevorzugen. Sie leben sowohl in der intertidalen als auch in der abyssalen Meereszone. Sie werden auch an Aas angetroffen.

## Fossile Arten
Die fossilen Vertreter der Phyllocarida zeigen eine weitaus größere morphologische Vielfalt als die lebenden (rezenten) Vertreter. Die meisten waren gepanzerte, erheblich größere Formen als die lebenden Arten. Allen gemeinsam sind nur wenige diagnostische Merkmale, die mögliche Autapomorphien darstellen; dennoch wurden sie in formalen kladistischen Analysen als zusammengehörend ermittelt. Wichtigste Merkmale für die Zuordnung sind ein Pleon mit sieben Segmenten (bei den Eumalacostraca sind es nur sechs Segmente) und eine gelenkig abgesetzte Rostralplatte. Einige Arten wiesen klar erkennbar zweiästige (birame) erste und zweite Antennen auf. Fast alle Arten weisen außerdem einen großen, zweiklappigen Carapax auf, hier gibt es aber Ausnahmen bei den Hoplostraca. Bei den Archaeostraca waren die beiden Carapaxhälften durch ein Gelenk verbunden, der Carapax also zweiklappig. Das siebte Pleonsegment war länger als die anderen, das daran ansitzende Telson und die beiden Furcaäste bildeten bei den Archaeostraca untereinander gleich oder ähnlich gestaltete lange Anhänge. Bei den Hoplostraca war der Carapax kürzer und dreieckig oder axtförmig, das Telson in einen langen Schwanzstachel verlängert, die Furcaäste winzig. Sie besaßen scherenartige Anhänge, die auf eine Funktion beim Beuteerwerb, also räuberische Ernährung schließen lassen.
Die Hymenostraca sind eine taxonomisch umstrittene, wenig bekannte Gruppe, deren Einordnung ins System mehrfach wechselte. Heute wird nur noch eine einzige Art, Hymenocaris vermicauda als zugehörig betrachtet, die durch zahlreiche Funde aus Großbritannien, Neuseeland und Australien vom Mittelkambrium bis zum frühen Ordovizium belegt ist. Der Gruppe wurden zeitweise zahlreiche Fossilien aus der berühmten Fossillagerstätte des kanadischen Burgess-Schiefer wie Canadaspis perfecta und Waptia fieldensis zugeordnet. Heute werden beide meist in die Stammgruppe der Arthropoden gestellt, es handelt sich also vermutlich nicht um Krebstiere.
Ob die fossilen Arten durchgängig blattförmig umgebildete Phyllopoden besessen haben, ist unklar und umstritten. Von vielen fossilen Arten ist deren Gestalt unbekannt.
Fossile Arten der Phyllocarida sind ausschließlich aus dem Paläozoikum gefunden worden. Möglicherweise sind die größeren, bodenlebenden Formen durch Konkurrenz der Eumalacostraca verdrängt worden und ausgestorben (fossile Decapoda sowohl der Dendrobranchiata wie der Pleocyemata sind seit dem späten Devon bekannt). Die rezenten Leptostraca sind als Reliktgruppe in Randlebensräume, meist mit geringem Sauerstoffgehalt, abgedrängt worden und konnten hier überleben. Fossile Formen mit ihnen entsprechender Morphologie sind nie gefunden worden. Von der einzigen der Gruppe zugeordneten fossilen Art, der permischen Rhabdouraea bentzi ist nur das Pleon fossil erhalten. Aus Herefordshire in England sind silurische Arten wie Cinerocaris magnifica und Cascolus ravitis beschrieben worden, die ihrer Stammgruppe angehört haben könnten.

## Systematik
Die folgende Systematik folgt Schram und Koenemann (Tabelle 19.1):
Unterklasse Phyllocarida Packard, 1879
- †Ordnung Archaeostraca Claus, 1888 (Kambrium bis Perm)
  - Unterordnung Caryocaridina Collette and Hagadorn, 2010 (Kambrium)
    - Familie Caryocarididae Racheboef, Vannier, and Ortega, 2000

  - Unterordnung Ceratiocaridina Clarke, 1900  (Ordovizium bis Devon)
    - Familie Ceratiocarididae Salter, 1860

  - Unterordnung Echinocaridina Clarke, 1900 (Silur bis Devon)
    - Familie Aristozoidae Gürich, 1929
    - Familie Echinocarididae Clarke, 1900
    - Familie Ptychocarididae Rode and Lieberman, 2002

  - Unterordnung Palaeopemphina Feldmann, Garassino und Schweitzer, 2004
    - Familie Palaeopemphidae Feldmann, Garassino und Schweitzer, 2004

  - Unterordnung Pephricaridina van Straelen, 1933 (Devon)
    - Familie Ohiocarididae Rolfe, 1962
    - Familie Pemphricarididae van Straelen, 1933

  - Unterordnung Rhinocaridina Clarke, 1900 (Devon bis Perm)
    - Familie Rhinocarididae Hall and Clarke, 1888
- †Ordnung Hoplostraca Schram, 1973 (Karbon)
  -     - Familie Sairocarididae Schram, 1973 (zwei Gattungen, drei Arten)
- †Ordnung Hymenostraca Rolfe, 1969 (Kambrium bis Ordovizium)
  -     - Familie Hymenocarididae Haeckel, 1896
- Ordnung Leptostraca Claus, 1880
  -     - Familie Nebaliidae Samouelle, 1819 (fünf Gattungen mit 54 Arten) (Artenzahlen nach[6])
    - Familie Nebaliopsididae Hessler, 1984 (zwei Gattungen mit je einer Art)
    - Familie Paranebaliidae Walker-Smith & Poore, 2001 (drei Gattungen mit sieben Arten)
    - Familie †Rhabdouraeidae Schram & Malzahn, 1984 (mit der einzigen Art Rhabdouraea bentzi) (Perm)

Incertae sedis in den Archaeostraca:
†Arenocaris inflata Collette and Hagadorn, 2010 (Kambrium)
Die Monophylie der Archaeostraca gegenüber den anderen Gruppen ist ungesichert und mehrfach in Zweifel gezogen worden.